# Karaiszkákisz Stadion
A Karaiszkákisz Stadion (görögül: Στάδιο Γεώργιος Καραϊσκάκης) egy labdarúgó-stadion Pireuszban, Görögországban.
A stadion az Olimbiakósz nevezetű helyi csapat illetve a Görög labdarúgó-válogatott otthonául szolgál.
A stadion eredetileg az 1896. évi nyári olimpiai játékokra épült, majd az 1960-as években felújították.A 2004. évi athéni olimpiai játékokra teljesen átépítették. Befogadóképessége 32 115 fő számára biztosított, amely mind ülőhely.

## Nevezetes mérkőzések
Itt rendezték a KEK 1970–71-es sorozatának a döntőjét, melyet az angol Chelsea és a spanyol Real Madrid játszott. Az első találkozó 1–1-es döntetlennel zárult, a megismételt mérkőzést pedig a Chelsea nyerte 2–1 arányban.
| Dátum               | Csapat #1       | Eredmény               | Csapat #2   | Forduló         |
| ------------------- | --------------- | ---------------------- | ----------- | --------------- |
| 1971. május 19-21.  | Chelsea         | 1–1 2–1                | Real Madrid | Döntő           |
| 2023. augusztus 16. | Manchester City | 1-1 (büntetőkkel: 5-4) | Sevilla FC  | UEFA-szuperkupa |